# Gymnocalycium bayrianum
Gymnocalycium bayrianum är en kaktusväxtart som beskrevs av H. Till. Gymnocalycium bayrianum ingår i släktet Gymnocalycium och familjen kaktusväxter. Inga underarter finns listade i Catalogue of Life.

## Bildgalleri

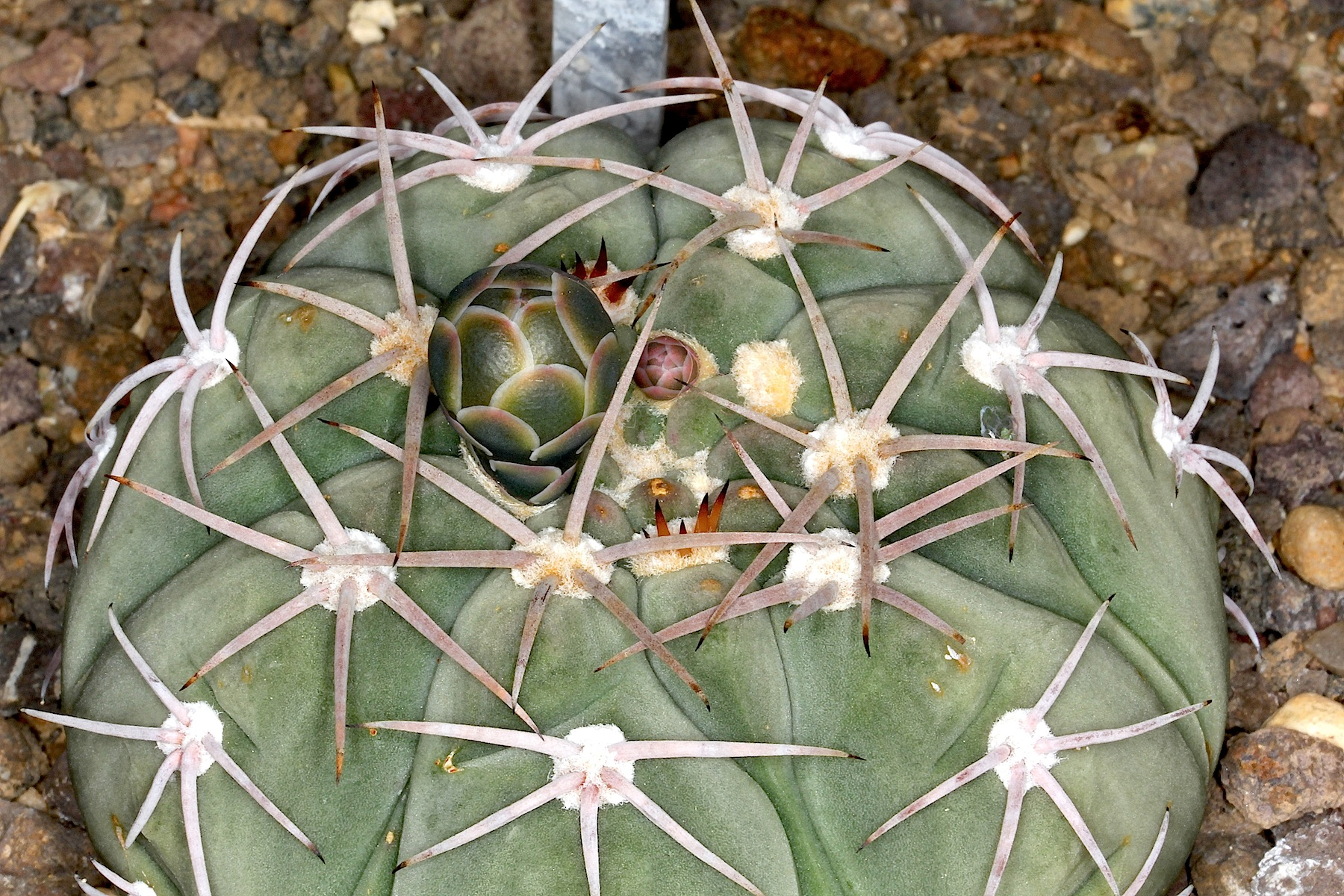